# Diego Forlán
Diego Forlán, vollständiger Name Diego Martín Forlán Corazo, (* 19. Mai 1979 in Montevideo) ist ein ehemaliger uruguayischer Fußballspieler und -trainer. Er war zeitweise Rekordnationalspieler und Rekordtorschütze seines Landes. Seit dem Ende seiner Fußballkarriere ist er als Tennisspieler aktiv.

## Karriere

### Verein

#### Anfänge in Uruguay und Argentinien
Forlán, der in seiner frühen Jugend ein erfolgreicher Tennisspieler war, begann seine Fußballkarriere im Kinderfußball (Baby Fútbol) beim Carrasco Lawn Tennis Club. Anschließend spielte er in der sechsten und fünften División bei Peñarol. Von dort wechselte er zum Danubio FC – nach Forláns Aussage gegenüber CNN spielte er dort ein Jahr – und trat für ihn in der vierten División an. Danubio verließ er im Jahr 1994 Richtung Club Atlético Independiente. Im November 1995 spielte er im Alter von 16 Jahren beim damaligen Zweitligisten AS Nancy unter Trainer László Bölöni vor, konnte die Verantwortlichen offenbar aber nicht überzeugen, auch wenn nach Aussage des seinerzeit dort aktiven Spielers Abdeslam Ouaddou Forláns vorhandenes Talent offensichtlich gewesen sei und kehrte nach fünf Monaten zurück.
Bei Independiente spielte er zunächst im Nachwuchsteam in der vierten argentinischen Liga und trat dort mit zehn Treffern im Torneo Apertura als Torjäger in Erscheinung. Später kam er auch in der 3. División zum Einsatz. 1998 schaffte er unter dem Trainer der Reserve Raul Gordillo den Sprung in die von César Luis Menotti betreute Erste Mannschaft, die in der Primera División spielte. Er debütierte am 25. Oktober 1998 gegen die Argentinos Juniors. Den Karriere-Durchbruch vor Augen wurde er jedoch nach der Rückkehr von der Junioren-WM 1999 zunächst zurück in die Reserve geschickt. Erst nach dem Trainerwechsel zu Enzo Trossero gelangte er zurück ins Profi-Team. Statt im Angriff setzte dieser ihn im linken Mittelfeld ein. In der Saison 2000/01 absolvierte er 36 Spiele (18 Tore). Es folgten weitere 18 Spiele mit zwölf erzielten Treffern bis zum Jahresende 2001. Im Dezember 2001 verließ er Independiente.

#### Manchester United
Seine gute Torbilanz weckte das Interesse von europäischen Klubs. Im Januar 2002 war sich der CA Independiente mit dem englischen Erstligisten Middlesbrough FC einig; der Betrag über 6,9 Millionen Pfund sollte in 18 Raten bezahlt werden. Doch dieser Vertrag wurde nicht von Forlán unterzeichnet, denn am 22. Januar 2002 wechselte Forlán für den gleichen Preis zu Manchester United als Ersatz für den abgewanderten Andy Cole. Als Grund gab er an, dass Manchester mehr Geld als Middlesbrough bot.
Sein Debüt feierte der Stürmer am 29. Januar 2002 beim 4:0-Sieg bei den Bolton Wanderers, als er in der 76. Minute für Ole Gunnar Solskjær eingewechselt wurde. Sein Startelfdebüt absolvierte Diego Forlán am 6. März 2002 beim 4:0-Sieg gegen Tottenham Hotspur. Seine erste Saison endete ohne Torerfolg in 13 Liga- und fünf Champions-League-Spielen. In seiner zweiten Saison 2002/03 gewann er mit Manchester United den englischen Meistertitel. Forlán erzielte aber im Laufe seiner Zeit beim Klub aus Manchester nur zehn Liga-Tore in 63 Premier-League-Spielen für den englischen Klub und drei Tore in den europäischen Wettbewerben. Mit einem FA-Cup-Tor und drei Treffern im Carling Cup brachte er es somit auf 17 Tore in seiner Zeit bei den Engländern. In der Spielzeit 2003/04 gewann er mit den Engländern den FA Cup.

#### FC Villarreal
Im August 2004 wechselte Diego Forlán für eine Ablösesumme von drei Millionen Euro zum FC Villarreal in die spanische Primera División. Bei den Spaniern unterzeichnete er einen Fünfjahresvertrag. In seiner ersten Spielzeit durfte er dabei für Villarreal nicht im europäischen Wettbewerb auflaufen, da er bereits zuvor in der Saison im Spiel Manchesters gegen Dinamo Bukarest mitgewirkt hatte und daher für seinen neuen Club im UEFA-Cup gesperrt war. Mit 25 Toren in der Saison 2004/05, davon lediglich eines per Elfmeter erzielt, überholte er am letzten Spieltag den nahezu die gesamte Saison in dieser Wertung führenden Samuel Eto’o in der Torjägerliste und wurde spanischer Torschützenkönig. Zudem gewann er den goldenen Schuh als bester Torjäger Europas (gemeinsam mit Thierry Henry). Auch wurde er in jenem Jahr zum besten iberoamerikanischen Spieler der Saison gewählt und gewann damit die Trofeo EFE der spanischen Nachrichtenagentur EFE.
Insgesamt erzielte Forlán 59 Treffer für Villarreal. Damit war er bis zur Ablösung in dieser Position am Jahresanfang 2011 durch Giuseppe Rossi der erfolgreichste Torschütze der Vereinsgeschichte.

#### Atlético Madrid

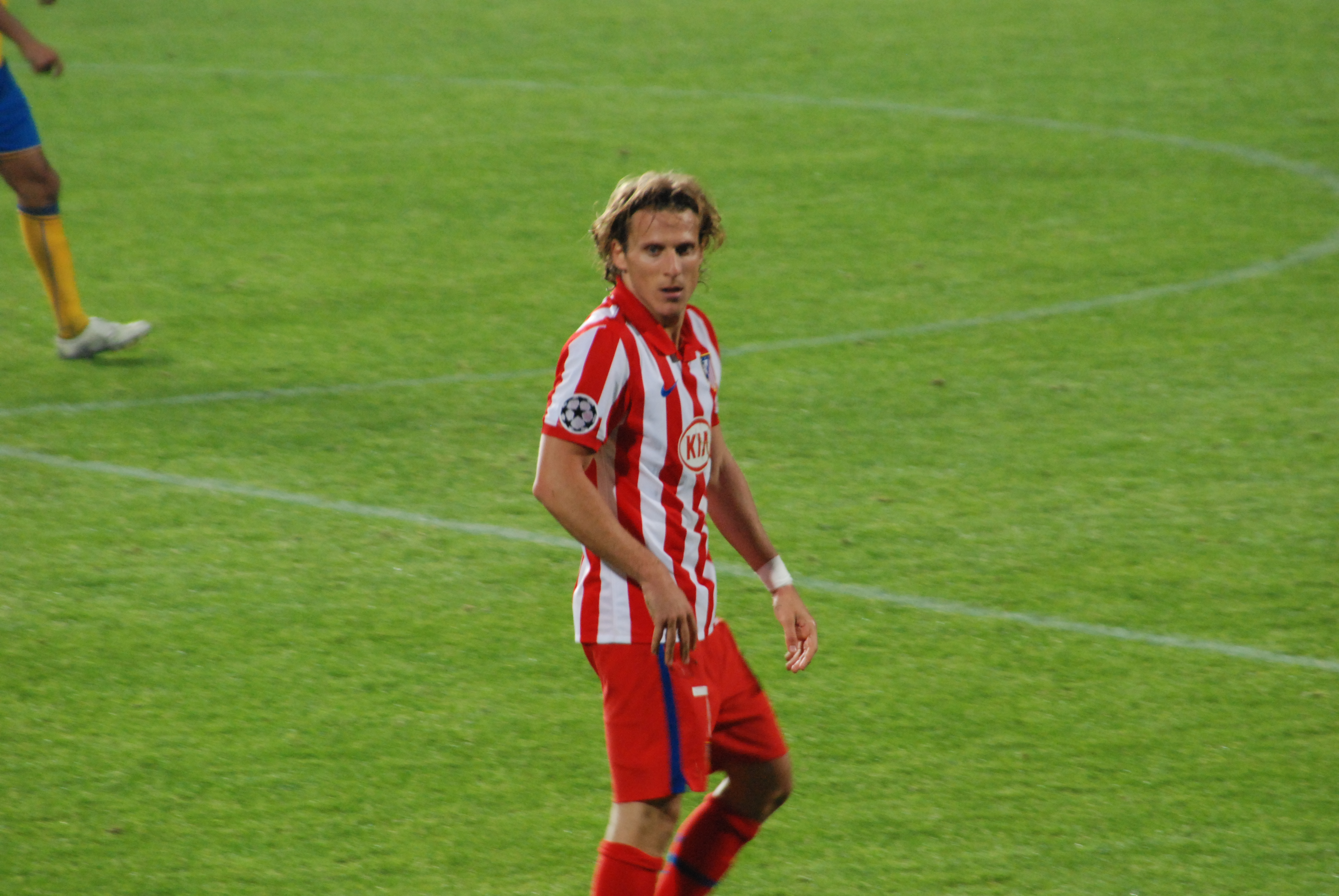
Diego Forlán im Trikot von Atlético Madrid

Am 30. Juni 2007 wurde Diego Forláns Transfer für 21 Millionen Euro zum Ligakonkurrenten Atlético Madrid besiegelt. Bei den Madrilenen unterzeichnete er einen Vier-Jahres-Vertrag. Durch diverse Zusatzklauseln stand eine spätere weitere Erhöhung der Ablösesumme um zwei Millionen Euro im Raum.
Bereits seit April 2008 ist Forlán mit seinem seinerzeit 68. Treffer gegen Almería nach der Anzahl der erzielten Tore erfolgreichster Uruguayer in der Geschichte der spanischen Liga und löste somit seinen Landsmann José Luis Zalazar in dieser Rangliste ab. In jenem Jahr wurde Forlán zudem als bester iberoamerikanischer Spieler der Liga geehrt. In der Saison 2008/09 wurde Forlán mit 32 Liga-Toren zum zweiten Mal spanischer Torschützenkönig und gewann erneut den goldenen Schuh.
Im in Hamburg ausgetragenen Finale der UEFA Europa League 2009/10 gegen den FC Fulham erzielte er beide Tore für Atlético Madrid, das nach Verlängerung mit 2:1 gewann. Anschließend erhielt er zudem die Auszeichnung als bester Spieler des Finals. Mit Atlético gewann er zudem im selben Jahr den Europäischen Supercup. Anfang März 2011 gelang Forlán dann der Einstieg in die Top 10 der erfolgreichsten Torschützen in der Historie des Madrider Vereins, da er bis zu diesem Zeitpunkt 74 erzielte Treffer in 127 Ligaspielen vorweisen konnte. Diese Trefferausbeute bedeutete einen Schnitt von 0,58 Toren pro Spiel.
In einer Pressekonferenz Ende August 2011 verabschiedete er sich dann aus Madrid und hob als Höhepunkte seiner vier Jahre bei den Madrilenen das erfolgreiche Qualifikationsduell für die Champions-League gegen Schalke 04, das Finale der Europa League, den Europäischen Supercup, den Gewinn des Goldenen Schuhs und das verlorene Finale der Copa del Rey hervor. Insbesondere nach dem verlorenen Finale habe ihn die noch 45 Minuten nach Spielschluss anhaltende Unterstützung der Fans auf der Tribüne nachhaltig beeindruckt. Auch die persönliche Unterstützung für ihn und die „Uruguayo“-Rufe im Stadion blieben in seiner Erinnerung. Er verabschiede sich als Fan des Vereins. Der Vereinspräsident Atléticos Enrique Cerezo bezeichnete den Uruguayer anlässlich der Verabschiedung zu seinem neuen Arbeitgeber Inter Mailand als einen Spieler mit den Attributen „superlativo“ und „fantástico“.
Insgesamt werden für Forlán 96 Pflichtspiel-Treffer in der nationalen Liga, in den europäischen Pokalwettbewerben einschließlich des Intertoto-Cups und der Copa del Rey geführt.
Die Einsatzstatistik Forláns bei den spanischen Hauptstädtern weist insgesamt 134 Erstligaspiele mit 74 Treffern, sowie 46 absolvierte Partien der europäischen Vereinswettbewerbe (Champions-League inkl. Qualifikation, UEFA-Cup inkl. Qualifikation, Europa-League inkl. Qualifikation, Intertoto-Cup und Finale um den Super-Cup) aus, in denen er 16 Tore schoss.
In seiner Zeit in Madrid klassierte Forlán als Fünfter bei der Wahl zum FIFA Ballon d’Or 2010.

#### Inter Mailand
Am 31. August 2011 gab Inter Mailand die Verpflichtung von Forlán auch offiziell bekannt. Forlán unterschrieb einen Zweijahresvertrag bis zum 30. Juni 2013. Auf Grund von Verletzungen kam er in der Saison 2011/12 jedoch nur unregelmäßig zum Einsatz. Während er in der Serie A immerhin 18-mal eingesetzt wurde und dabei zwei Tore erzielte, lief er in der Champions League nur in zwei Begegnungen auf (kein Tor). In seine Zeit bei Inter fiel der siebte Platz Forláns bei der Wahl zum FIFA Ballon d’Or 2011, die Lionel Messi gewann.

#### SC Internacional
Im Juli 2012 wechselte Forlán zum brasilianischen Erstligisten SC Internacional nach Porto Alegre, bei dem er einen Dreijahresvertrag bis zum 30. Juni 2015 unterschrieb. Dort lief er in 47 Liga-Partien (13 im Campeonato Gaúcho, 34 in der Série A) auf und erzielte 19 Treffer (neun: Gaúcho/zehn: Série A). Auch steuerte er drei Tore bei acht Einsätzen in der Copa do Brasil bei. Der Verein selbst berichtet am Tag seines vorzeitigen Vertragsendes, dass er in 52 Partien für den Klub aufgelaufen sei und dabei 22 Tore erzielt habe. Eine Wettbewerbszuordnung der Spiele wurde dabei nicht vorgenommen. 2013 gewann er mit den Brasilianern das Campeonato Gaúcho.

#### Cerezo Osaka
Am 22. Januar 2014 löste Forlán seinen Vertrag mit dem SC Internacional auf und wechselte in die japanische J. League Division 1 zu Cerezo Osaka, wo er einen Vertrag bis zum 30. Dezember 2014 unterschrieb. Zudem existierte die Möglichkeit einer anschließenden halbjährigen Verlängerung. Im Mai 2014 erklärte Forlán in Bezug auf seine sportliche Zukunft, sich in Japan wohl zu fühlen, dass er sich aber auch noch eine Station in den Vereinigten Staaten vorstellen könnte. Gerüchte über ein zukünftiges Engagement bei Peñarol entkräftete er jedoch. Für die Japaner absolvierte er 26 Erstligaspiele und traf siebenmal ins gegnerische Tor. Überdies erzielte er zwei Treffer bei sechs Einsätzen in der AFC Champions League und lief je einmal im Kaiserpokal und dem J. League Cup auf, ohne dort einen persönlichen Torerfolg vorweisen zu können. Nach dem Abstieg mit dem Team in die zweite Liga Japans vermeldete der Klub am 2. Februar 2015, dass das Vertragsverhältnis mit Forlán bis zum 31. Juli 2015 fortgesetzt werde. In der J2 League wurde er in 16 Zweitligaspielen eingesetzt und schoss zehn Tore. Am 8. Juni 2015 erklärte er, dass er seinen auslaufenden Vertrag beim japanischen Verein nicht verlängern und sein dortiges Engagement somit nicht fortsetzen werde. Daraufhin wurde er am 21. Juni 2015 nach dem Spiel gegen Tokushima Vortis offiziell verabschiedet.

#### Club Atlético Peñarol
Nachdem über Wochen in der Presse über die bevorstehende Verpflichtung durch den Club Atlético Peñarol berichtet wurde, stellte der Verein ihn schließlich am 10. Juli 2015 offiziell als neuen Spieler vor. Er unterschrieb einen Vertrag bis 31. Dezember 2016. Am 16. August 2015 feierte er am 1. Spieltag der Spielzeit 2015/16 beim 3:0-Auswärtssieg über den Club Atlético Cerro sein Debüt bei den Aurinegros. Dieses stellte auch gleichzeitig sein Erstligadebüt in der uruguayischen Primera División dar. In der Saison 2015/16 gewann er mit dem Team die Apertura 2015 sowie den Meistertitel und absolvierte 31 Partien (acht Tore) in der höchsten uruguayischen Spielklasse sowie drei Begegnungen (kein Tor) in der Copa Libertadores 2016. Anschließend kündigte er seinen Abschied zum Saisonende an.

#### Mumbai City FC
Am 13. August 2016 gab Forlán bekannt, dass er von September bis Dezember 2016 für die von Alexandre Guimarães trainierte Mannschaft des indischen Klubs Mumbai City FC spielen werde. Er bestritt bei den Indern zwölf Ligaspiele und schoss fünf Tore.

#### Kitchee SC
Nach einer über einjährigen Vereinslosigkeit gab Forlán am 4. Januar 2018 bekannt, sich dem Kitchee SC in der Hong Kong Premier League anzuschließen. Im August 2019 beendete er seine aktive Spielerkarriere im Alter von 40 Jahren.

### Nationalmannschaft

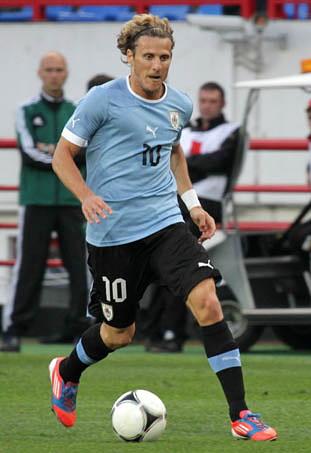
Diego Forlán (2012)

Forlán nahm mit der uruguayischen U-20-Nationalmannschaft an der U-20-Fußball-Weltmeisterschaft 1999 in Nigeria teil, bei der man den vierten Platz belegte. Zu seinen Mitspielern zählten unter anderem Ernesto Chevantón und Diego Pérez. Auch gehörte er dem von Víctor Púa trainierten Kader bei der U-20-Südamerikameisterschaft desselben Jahres in Mar del Plata an.
2002 debütierte Forlán in der uruguayische A-Nationalmannschaft beim bisher einzigen Spiel gegen Saudi-Arabien und erzielte dabei sofort sein erstes Länderspieltor (Endstand 2:3). Sein erstes großes Turnier war die Weltmeisterschaft 2002 in Japan und Südkorea, bei dem Uruguay bereits in der Vorrunde ausschied und Forlán nur beim 3:3 gegen den Senegal eingesetzt wurde. 2004 nahm er an der Copa América in Peru teil, bei der Uruguay im Halbfinale im Elfmeterschießen gegen Brasilien verlor. Im gewonnenen Spiel um den dritten Platz kam er nicht zum Einsatz.
In der Qualifikation zur WM 2006 trat Forlán kurzzeitig aus der seinerzeit von Jorge Fossati betreuten Nationalmannschaft zurück. Für die WM 2006 qualifizierte sich Uruguay nicht, da man in den interkontinentalen Playoff-Spielen gegen Australien im Elfmeterschießen verlor, nachdem beide Mannschaften jeweils mit 1:0 gewonnen hatten. 2007 nahm er an der Copa América in Venezuela teil, bei der er im Spiel um den dritten Platz mit 1:3 gegen Mexiko verlor.
In der Qualifikation für die WM in Südafrika erzielte er sieben Tore und hatte damit Anteil an der erfolgreichen Qualifikation. Als stellvertretender Kapitän der uruguayischen Nationalmannschaft spielte Forlán auch bei der Weltmeisterschaft 2010 in Südafrika. Mit seinem Team erreichte er den vierten Platz und erzielte im Turnierverlauf fünf Treffer. Er wurde vor dem Niederländer Wesley Sneijder und Spaniens David Villa zum besten Spieler der WM gewählt und mit dem Goldenen Ball ausgezeichnet.
Am 9. Juli 2011 bestritt er im Spiel gegen Chile bei der Copa América 2011 sein 78. Länderspiel und stellte den Rekord von Rodolfo Rodríguez ein. Am 13. Juli 2011 überbot er den Rekord im letzten Gruppenspiel gegen Mexiko und ist seitdem alleiniger Rekordhalter Uruguays. Am 24. Juli 2011 gewann er erstmals die Copa América, die bereits 1967 sein Großvater als Trainer und sein Vater als Spieler gewonnen hatten. Im Finale gegen Paraguay erzielte er zwei Tore, womit er insgesamt 31 Länderspieltore erzielt und damit den 81 Jahre alten Rekord von Héctor Scarone eingestellt hatte. Am 11. Oktober 2011 traf er im WM-Qualifikationsspiel in Paraguay zum 32. Mal im Nationalmannschaftstrikot, womit er zu diesem Zeitpunkt alleiniger Rekordhalter war.
Im Confed-Cupspiel gegen Nigeria bestritt er sein hundertstes Länderspiel. Dabei erzielte er in der 51. Minute den Treffer zum 2:1 und wurde dadurch mit 34 Länderspieltreffern – und damit einem Tor Vorsprung auf seinen Mannschaftskameraden Luis Suárez, der zwischenzeitlich die Rekordmarke Forláns egalisiert hatte – wieder alleiniger Rekordtorschütze Uruguays. Im folgenden Spiel gegen Tahiti, in dem Óscar Tabárez die Stammspieler für das Halbfinale schonte, wurde Forlán nicht eingesetzt. Suárez wurde in der 69. Minute eingewechselt und erzielte zwei weitere Tore, womit Suárez nun alleiniger Rekordtorschütze ist. Im Halbfinale gegen Brasilien hatte er die Chance durch einen Strafstoß mit Suárez wieder gleichzuziehen, sein ehemaliger Mitspieler bei Inter Mailand Júlio César konnte den Strafstoß aber abwehren. Auch im Elfmeterschießen, das das Spiel um Platz 3 gegen Italien entscheiden musste, konnte er seinen Elfmeter nicht verwandeln. Da der italienische Torhüter Gianluigi Buffon zudem zwei weitere Elfmeter halten konnte, während der uruguayische Torhüter nur einen halten konnte, musste sich Uruguay wie 1997 mit Platz 4 begnügen.
Am 14. August 2013 erzielte er beim 4:2-Sieg gegen Japan in der 26. und 28. Minute die ersten beiden Tore und wurde damit wieder alleiniger Rekordtorschütze. In der 52. Minute erzielte Luis Suárez ebenfalls ein Tor und zog mit Forlán wieder gleich. Seit der Partie vom 6. September 2013 gegen Peru hat Suárez jedoch durch zwei erzielte Tore die Führung in der Rekordtorschützenliste übernommen.
Bei der Weltmeisterschaft 2014 in Brasilien gehörte Forlán erneut dem Aufgebot Uruguays an. Er absolvierte 112 Länderspiele und erzielte 36 Länderspieltore. Sein letzter Nationalmannschaftseinsatz datiert vom 28. Juni 2014.
Am 12. März 2015 erklärte er seinen Rücktritt aus der Nationalmannschaft.

### Trainerkarriere
Im Dezember 2019 übernahm er den Cheftrainerposten bei Peñarol Montevideo. Nach nur elf Spielen und neun Partien in der Primera División Uruguays erreichte er einen Punkteschnitt von 1,36 pro Spiel. Ende August 2020 wurde er infolge einer 0:2-Niederlage bei Lokalrivale und Tabellenführer Montevideo Wanderers entlassen und von Mario Saralegui ersetzt.

### Tenniskarriere
Seit dem Ende seiner Fußballkarriere spielt Forlán Tennis. Am 22. Oktober 2024 wurde bekannt, dass er im November 2024 in seiner Geburtsstadt Montevideo erstmals an einem Profiturnier teilnehmen wird. Er nahm an dem Challenger-Turnier im Doppel zusammen mit Federico Coria teil. Sie verloren jedoch ihr Spiel in der ersten Runde mit 1-6, 2-6.

## Erfolge
Verein
- Englischer Meister: 2003
- FA Community Shield: 2003
- FA Cup: 2003/04
- Europa-League-Sieger: 2010
- UEFA Super Cup: 2010
- Campeonato Gaucho: 2013
- Primera División: Apertura 2015
- Primera División: 2015/16

Nationalmannschaft
- Vierter der Weltmeisterschaft 2010
- Vierter des FIFA-Konföderationen-Pokal 2013
- Sieger der Copa América 2011
- Junioren-Vize-Südamerikameister 1999

## Auszeichnungen
- Torschützenkönig der spanischen Primera División: 2005, 2009
- Goldener Schuh der UEFA: 2005, 2009
- Goldener Ball der Weltmeisterschaft 2010
- Aufnahme in das All-Star-Team der Weltmeisterschaft 2010
- Charrúa de Oro: 2008/09[63], 2010[64]
- Trofeo EFE: 2004/05
- Im Rahmen der Ehrungen der besten uruguayischen Sportler des Zeitraums 2009–2010 („Deportista del Año“) wurde er am 28. März 2011 seitens des Comité Olímpico Uruguayo im Teatro Solís als bester Sportler des Jahres 2010 in der Sparte „Fußball“ ausgezeichnet. Überdies erhielt er gemeinsam mit dem Reiter Marcelo Chirico den Altar Olímpico für das Jahr 2010.[65][66]
- Im Februar 2011 wurde dem bekennenden Peñarol-Anhänger Forlán die Ehrenmitgliedschaft des Vereins verliehen. In einem Interview hatte der Uruguayer erklärt, dass er nach einem Torerfolg (im Gegensatz zum häufig zu sehenden Verhalten anderer Spieler) nie das Wappen seines jeweils aktuellen Klubs küsse, da er Anhänger Peñarols sei. Forlán erhielt die Mitgliedsnummer 40.000.[67][68]
- Ritterkreuz (Cruz de Oficial) des Orden de Isabel la Católica 2011[69]

## Saisonübersicht
| Verein                | Liga                 | Saison          | Liga   | Liga | Nat. Pokal | Nat. Pokal | Int. Pokal | Int. Pokal | Andere | Andere | Gesamt | Gesamt |
| Verein                | Liga                 | Saison          | Spiele | Tore | Spiele     | Tore       | Spiele     | Tore       | Spiele | Tore   | Spiele | Tore   |
| --------------------- | -------------------- | --------------- | ------ | ---- | ---------- | ---------- | ---------- | ---------- | ------ | ------ | ------ | ------ |
| CA Independiente      | Primera División     | 1998/99         | 2      | 0    | -          | -          | -          | -          | -      | -      | 2      | 0      |
| CA Independiente      | Primera División     | 1999/00         | 24     | 7    | -          | -          | -          | -          | -      | -      | 24     | 7      |
| CA Independiente      | Primera División     | 2000/01         | 36     | 18   | -          | -          | 6          | 2          | -      | -      | 42     | 20     |
| CA Independiente      | Primera División     | 2001/02         | 18     | 12   | -          | -          | 5          | 1          | -      | -      | 23     | 13     |
| Gesamt                | Gesamt               | Gesamt          | 80     | 37   | -          | -          | 11         | 3          | -      | -      | 91     | 40     |
| Manchester United     | Premier League       | 2001/02         | 13     | 0    | -          | -          | 5          | 0          | -      | -      | 18     | 0      |
| Manchester United     | Premier League       | 2002/03         | 25     | 6    | 2          | 0          | 13         | 1          | 5      | 2      | 45     | 9      |
| Manchester United     | Premier League       | 2003/04         | 24     | 4    | 2          | 1          | 4          | 2          | 2      | 1      | 32     | 8      |
| Manchester United     | Premier League       | 2004/05         | 1      | 0    | -          | -          | 1          | 0          | 1      | 0      | 3      | 0      |
| Gesamt                | Gesamt               | Gesamt          | 63     | 10   | 4          | 1          | 23         | 3          | 8      | 3      | 98     | 17     |
| FC Villarreal         | Primera División     | 2004/05         | 38     | 25   | 1          | 0          | -          | -          | -      | -      | 39     | 25     |
| FC Villarreal         | Primera División     | 2005/06         | 32     | 10   | 2          | 0          | 13         | 3          | -      | -      | 47     | 13     |
| FC Villarreal         | Primera División     | 2006/07         | 36     | 19   | 4          | 1          | 2          | 1          | -      | -      | 42     | 21     |
| Gesamt                | Gesamt               | Gesamt          | 106    | 54   | 7          | 1          | 15         | 4          | -      | -      | 128    | 59     |
| Atlético Madrid       | Primera División     | 2007/08         | 36     | 16   | 6          | 1          | 11         | 6          | -      | -      | 53     | 23     |
| Atlético Madrid       | Primera División     | 2008/09         | 33     | 32   | 3          | 1          | 9          | 2          | -      | -      | 45     | 35     |
| Atlético Madrid       | Primera División     | 2009/10         | 33     | 18   | 6          | 3          | 17         | 7          | -      | -      | 56     | 28     |
| Atlético Madrid       | Primera División     | 2010/11         | 32     | 8    | 3          | 1          | 6          | 1          | 1      | 0      | 42     | 10     |
| Gesamt                | Gesamt               | Gesamt          | 134    | 74   | 18         | 6          | 43         | 16         | 1      | 0      | 196    | 96     |
| Inter Mailand         | Serie A              | 2011/12         | 18     | 2    | -          | -          | 2          | 0          | -      | -      | 20     | 2      |
| Gesamt                | Gesamt               | Gesamt          | 18     | 2    | -          | -          | 2          | 0          | -      | -      | 20     | 2      |
| SC Internacional      | Série A              | 2012            | 19     | 5    | -          | -          | -          | -          | -      | -      | 19     | 5      |
| SC Internacional      | Série A              | 2013            | 15     | 5    | 8          | 3          | -          | -          | 13     | 9      | 36     | 17     |
| Gesamt                | Gesamt               | Gesamt          | 34     | 10   | 8          | 3          | -          | -          | 13     | 9      | 55     | 22     |
| Cerezo Osaka          | J. League Division 1 | 2014            | 26     | 7    | 2          | 0          | 6          | 2          | -      | -      | 34     | 9      |
| Cerezo Osaka          | J2 League            | 2015            | 16     | 10   | -          | -          | -          | -          | -      | -      | 16     | 10     |
| Gesamt                | Gesamt               | Gesamt          | 42     | 17   | 2          | 0          | 6          | 2          | -      | -      | 50     | 19     |
| Club Atlético Peñarol | Primera División     | 2015/16         | 31     | 8    | -          | -          | 3          | 0          | -      | -      | 34     | 8      |
| Gesamt                | Gesamt               | Gesamt          | 31     | 8    | -          | -          | 3          | 0          | -      | -      | 34     | 8      |
| Karriere Gesamt       | Karriere Gesamt      | Karriere Gesamt | 508    | 212  | 39         | 11         | 103        | 28         | 22     | 12     | 672    | 263    |

Quellen: footballdatabase.eu, national-football-teams.com

## Privates und Familie
Forlán, der bedingt durch die Abstammungslinie seiner je nach Quellenlage in Hondarribia oder San Sebastian geborenen Großmutter väterlicherseits teils baskischer Herkunft ist, entstammt einer Fußballerfamilie. Besagte Großmutter trug mit dem Familiennamen Lamarque zudem einen solchen französischen Ursprungs. Sein Vater Pablo Forlán war uruguayischer Nationalspieler. Sein Großvater Juan Carlos Corazzo, Vater seiner Mutter Pilar Corrazo, war Nationaltrainer Uruguays und spielte – ebenso wie Forláns Onkel José Pastoriza und Ricardo Bochini – als Profifußballer bei Independiente in Argentinien. Ein weiterer Onkel Forláns, Richard Forlán, nahm mit der uruguayischen Nationalmannschaft an der Copa América 1975 teil.
Forlán tritt als familienverbundener Mensch in der Öffentlichkeit in Erscheinung. Er ist das jüngste von vier Geschwistern. Eine seiner Schwestern ist die seit einem schweren Verkehrsunfall in Montevideo 1991 schwerst körperbehinderte und im Rollstuhl sitzende Alejandra (Alexandra). Für diese gründete Forlán 2009 die Fundación Alejandra Forlán, die sich für mehr Verkehrssicherheit in Uruguay einsetzt. Sein Bruder Pablo, ebenfalls ein ehemaliger, auf der Verteidigerposition eingesetzter, aber weniger erfolgreicher Fußballspieler als Diego, fungiert als sein Berater in rechtlichen Angelegenheiten. Des Weiteren hat er eine Schwester namens Ramona.
Er war mit dem argentinischen Modell Zaira Nara verlobt. 40 Tage vor der geplanten Hochzeit trennte sich Forlán von der Argentinierin. Am 2. Juli 2013 heiratete Forlán die 23-jährige Medizinstudentin und uruguayische Hockey-Nationalspielerin Paz Cardoso. Die kirchliche Trauung wurde am 11. Dezember 2013 in der Parroquia San José de la Montaña vollzogen. Anfang 2016 wurde er Vater eines Sohnes namens Martin.
Forlán ist UNICEF-Botschafter. Er spricht neben seiner spanischen Muttersprache Englisch und Portugiesisch. Zudem verfügt er über Grundkenntnisse der italienischen und französischen Sprache.